# Genootschap van Estische Geleerden
Het Genootschap van Estische Geleerden (Estisch: Õpetatud Eesti Selts) is de oudste wetenschappelijke organisatie van Estland, opgericht aan de Universiteit van Tartu in 1838. De doelstelling van het genootschap is het bestuderen van de geschiedenis en prehistorie van Estland, evenals de taal, literatuur en folklore van het land. Hierdoor speelde de vereniging een cruciale rol in de Estse nationale ontwakingsperiode.
Het genootschap werd opgericht door Friedrich Robert Faehlmann, Alexander Friedrich von Hueck en Dietrich Heinrich Jürgenson, en de leden bestonden uit Estische of Estofiele Baltisch-Duitse geleerden. Het genootschap heeft een belangrijke rol gespeeld in het bevorderen van onderzoek op het gebied van geschiedenis, archeologie, etnografie, numismatiek en kunstgeschiedenis. Naast het aanbieden van taalanalyse diensten, ondersteunde het genootschap ook de ontwikkeling van wetenschappelijke studies.
Gedurende zijn geschiedenis heeft het genootschap jaarboeken, bibliografieën en verslagen gepubliceerd. Een opmerkelijke bijdrage was de publicatie van de oorspronkelijke versie van Friedrich Reinhold Kreutzwalds Kalevipoeg tussen 1857 en 1861.
Tijdens de Sovjetbezetting in 1950 werd het genootschap gesloten, en de verzamelingen werden verdeeld over verschillende instituten. Ondanks deze onderbreking werd het genootschap in 1988 hersteld.